# Нік Віргевер
Нік Віргевер (нід. Nick Viergever, нар. 3 серпня 1989, Капелле-ан-ден-Ейссел) — нідерландський футболіст, захисник клубу «Гройтер Фюрт».
Виступав, зокрема, за клуби «Спарта», АЗ, «Аякс» та ПСВ, а також національну збірну Нідерландів.
Володар Кубка Нідерландів. 

## Клубна кар'єра
У дорослому футболі дебютував 2008 року виступами за команду роттердамської «Спарти», в якій провів два сезони, взявши участь у 33 матчах чемпіонату. 
Своєю грою за цю команду привернув увагу представників тренерського штабу клубу АЗ, до складу якого приєднався 2010 року. Відіграв за команду з Алкмара наступні чотири сезони своєї ігрової кар'єри. Більшість часу, проведеного у складі «АЗ», був основним гравцем захисту команди.
До складу клубу «Аякс» приєднався вже як досвідчений гравець 2014 року. Став основним гравцем захисної ланки амстердамської команди.

## Виступи за збірні
Протягом 2009–2010 років залучався до складу молодіжної збірної Нідерландів. На молодіжному рівні зіграв у 5 офіційних матчах.
15 серпня 2012 року дебютував в офіційних матчах у складі національної збірної Нідерландів, вийшовши на заміну у товариській грі проти збірної Бельгії.
| Дата      | Місто     | Господарі  | Результат | Гості      | Турнір           | Голи | Примітки |
| --------- | --------- | ---------- | --------- | ---------- | ---------------- | ---- | -------- |
| 15-8-2012 | Брюссель  | Бельгія    | 4 – 2     | Нідерланди | товариський матч | -    | 46'      |
| 28-3-2017 | Амстердам | Нідерланди | 1 – 2     | Італія     | товариський матч | -    | 83'      |
| 31-5-2017 | Агадір    | Марокко    | 1 – 2     | Нідерланди | товариський матч | -    | 74'      |
| Усього    |           | Матчів     | 3         |            | Голів            | 0    |          |

## Титули і досягнення
- Володар Кубка Нідерландів (1):

АЗ:  2012–13
- Володар Суперкубка Нідерландів (1):

ПСВ: 2021
Особисті
- Команда місяця Ередивізі: жовтень 2024[1]